# Victor Küzdő
Victor Küzdő (* 18. September 1859 in Budapest; † 24. Februar 1966 in Glendale) war ein ungarisch-amerikanischer Violinist, Komponist und Musikpädagoge.

## Leben und Werk
Victor Küzdő  begann im Alter von sieben Jahren das Violinspiel zu erlernen. 1880 trat er in das Budapester Konservatorium ein und studierte bei Karl Huber. 1882 graduierte er dort.
Sein Debüt gab er 1882 in Budapest. Er ging auf Europatourneen und besuchte 1884 und 1887 die Vereinigten Staaten. Nach weiteren Studien bei Izydor Lotto in Warschau und Leopold Auer in Sankt Petersburg ließ er sich 1894 in New York nieder und wurde dort ein erfolgreicher Violinlehrer. Von 1918 bis 1931 unterrichtete er an der Summer School des Chicago Musical Colleges. 1932 zog er nach Glendale in Kalifornien um.
Um 1950 erblindete er. Er veröffentlichte zahlreiche Violinstücke, darunter eine Serenade und Witches' Dance (Der Hexentanz.).
Victor Küzdő starb im Alter von 106 Jahren in Glendale.